# Retasus ater
Retasus ater är en stekelart som beskrevs av Paul Dessart 1984. Retasus ater ingår i släktet Retasus och familjen pysslingsteklar. Inga underarter finns listade i Catalogue of Life.
Artens namn Retasus ater är en palindrom.